# باول ويلكينسون
باول ويلكينسون (بالإنجليزية: Paul Wilkinson)‏ (30 أكتوبر 1964 في المملكة المتحدة - ) هو لاعب كرة قدم بريطاني في مركز الهجوم. شارك مع منتخب إنجلترا تحت 21 سنة لكرة القدم. أما مع النوادي، فقد لعب مع أولدهام أثلتيك وغريمسبي تاون ونادي إيفرتون ونادي بارنسلي ونادي لوتون تاون ونادي ميدلزبره ونادي ميلوول ونادي نورثامبتون تاون ونادي واتفورد ونوتينغهام فورست.

## وصلات خارجية
- باول ويلكينسون على موقع قاعدة بيانات كرة القدم.إي يو (الإنجليزية)
- باول ويلكينسون على موقع Soccerbase.com (لاعب) (الإنجليزية)
- باول ويلكينسون على موقع عالم كرة القدم.نت (الإنجليزية)